# Oskar Perron
Oskar Perron (Frankenthal, 7 de maio de 1880 — Munique, 22 de fevereiro de 1975) foi um matemático alemão.

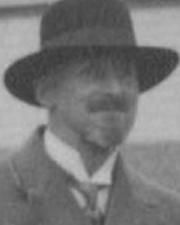
Oskar Perron em Jena, 1930

Foi professor da Universidade de Heidelberg, de 1914 a 1922, e da Universidade de Munique, de 1922 a 1951. Fez numerosas contribuições às equações diferenciais e equações diferenciais parciais. É conhecido por seu livro enciclopédico sobre frações contínuas, Die Lehre von den Kettenbrüchen.